# Théodore-Martin Hébert
Ne doit pas être confondu avec André Théodore Hébert.
Pour les articles homonymes, voir Hébert.

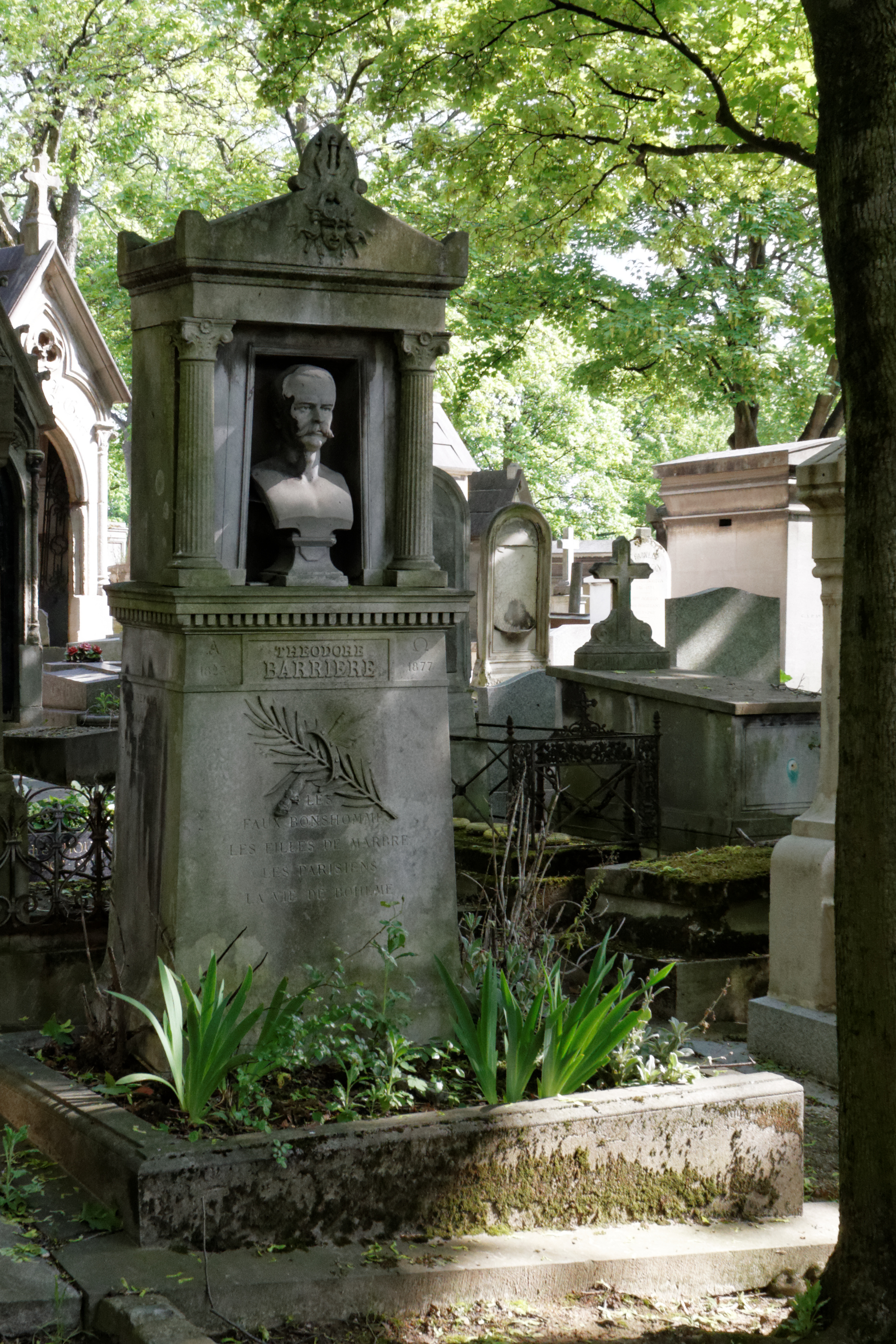
Buste de Théodore Barrière, Paris, cimetière du Père-Lachaise.

Théodore-Martin Hébert (Paris, 20 juillet 1829 - Paris 3e, 31 mars 1913) est un sculpteur français.

## Biographie

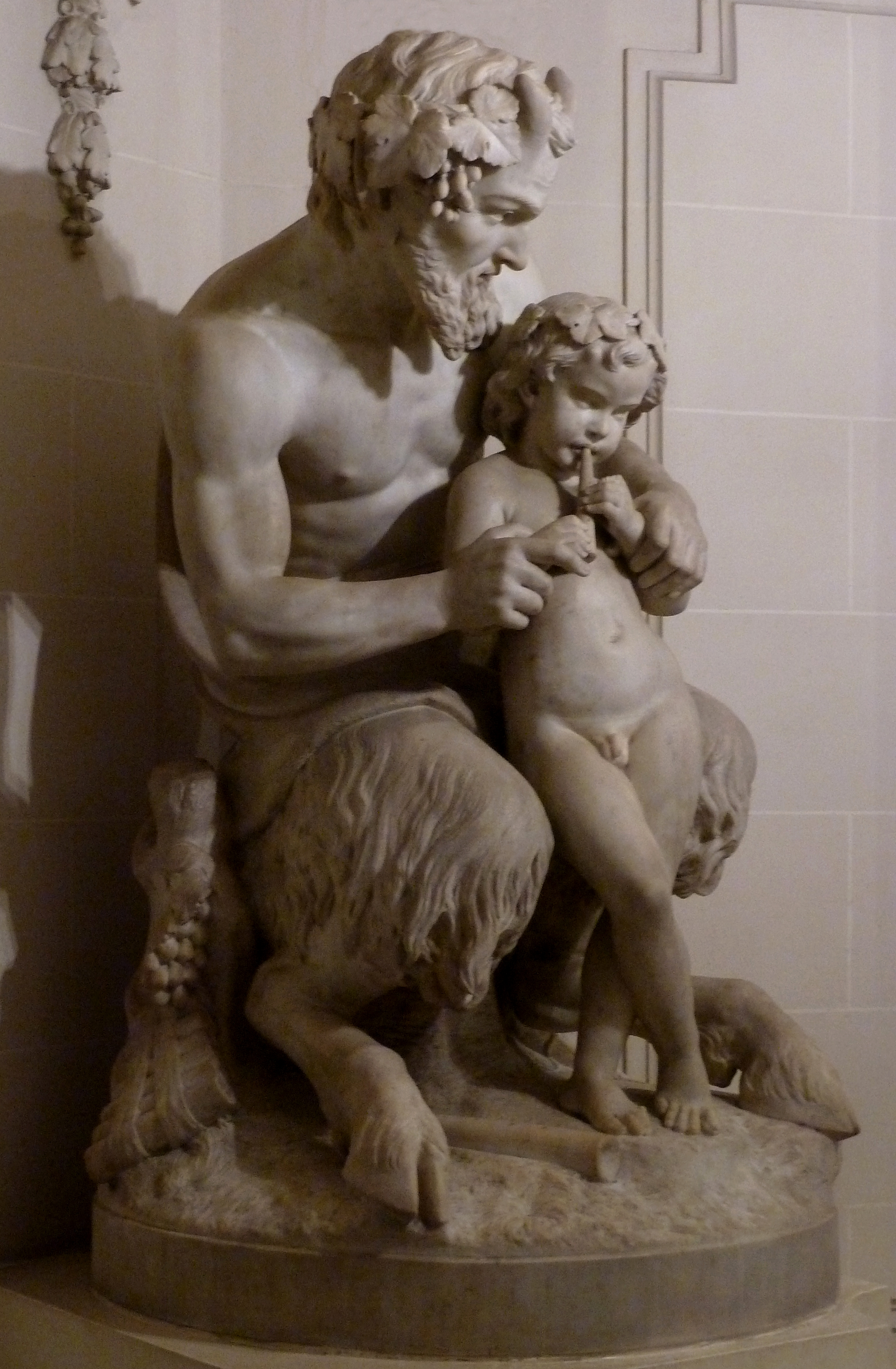
Pan et la leçon de flûte (1876), groupe en marbre portant une signature « Théodore-Martin Hébert », Paris, collection particulière.

Théodore Hébert est l'élève de Jean-Louis Chenillion (1810-1875). Il expose au Salon des artistes français de 1848 à 1882. D'un style parfois influencé par Albert-Ernest Carrier-Belleuse, il est actif jusqu'en 1890. Ses œuvres sont peu documentées.

## Œuvres
- Paris, cimetière du Père-Lachaise : Buste de Théodore Barrière.
- Versailles, musée de l'Histoire de France : Henri Lemaire, Salon de 1882, buste en marbre, commandé ou acquis par le ministère de l'Instruction publique et des Beaux-arts[2].

- Attribuées à Théodore-Martin Hébert :
  - L’Académie des Trois Arts, groupe en plâtre, 38,5 cm, collection particulière[3] ;
  - Amours à la coupe au pieds de du buste de Silène, 1864, groupe en terre cuite, localisation inconnue[4] ;
  - L'Esclave au marché, 1880, groupe en bronze, 101 cm, localisation inconnue[5] ;
  - William Shakespeare, décor d'horloge Tiffany & Co., bronze, collection particulière[6].
  - Pan et la leçon de flûte, 1876, groupe en marbre, signature sur la terrasse, collection particulière, hall du no 2, rue Turgot à Paris[7].